# دبدوب
الدبدوب أو الدب تيدي, أو ببساطة دمية دب, هي لعبة محشوة على شكل دب. تم تسمية الدب تيدي بواسطة موريس ميتشوم ‏ على اسم الرئيس السادس والعشرين للولايات المتحدة, ثيودور روزفلت ؛ وقد تم تطويره على ما يبدو في وقت واحد في العقد الأول من القرن العشرين من قبل اثنين من صانعي الألعاب: ريتشارد شتايف ‏ في ألمانيا وميتشوم في الولايات المتحدة. أصبحت لعبة شعبية للأطفال, وتم الاحتفال بها في القصص والأغاني والأفلام.
منذ إنشاء أول دبدوب تيدي (الذي سعى إلى تقليد شكل أشبال الدببة الحقيقية), تنوعت "الدبدوب" بشكل كبير في الشكل والأسلوب واللون والمادة. لقد أصبحت هذه الدببة من العناصر التي يحرص هواة الجمع على اقتنائها, حيث تظهر الدببة الأقدم والنادرة في المزادات العلنية. تُعد الدببة المحشوة من بين الهدايا الأكثر شعبية للأطفال, وغالبًا ما تُمنح للبالغين للتعبير عن المودة أو التهنئة أو التعاطف.

## تاريخ

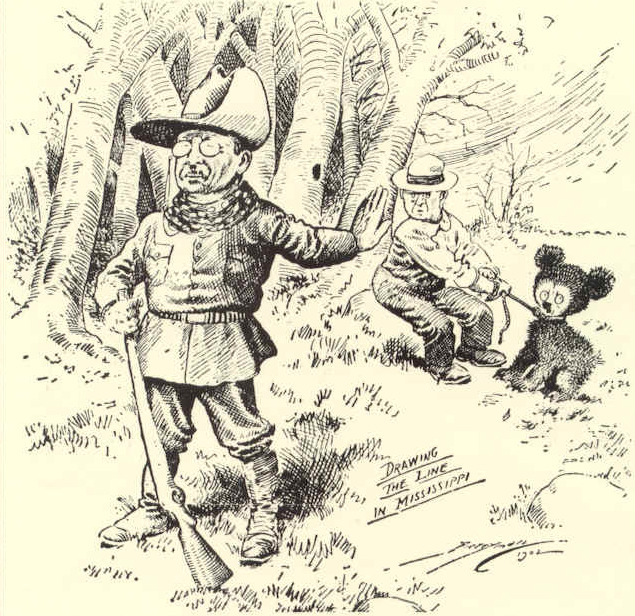
أدى رسم كاريكاتوري سياسي نُشر في صحيفة واشنطن بوست عام 1902 إلى ظهور اسم الدبدوب.

يأتي اسم الدب تيدي من ثيودور روزفلت، الرئيس السادس والعشرون للولايات المتحدة, والذي كان يُشار إليه غالبًا باسم "تيدي" (وهو لقب كان يكرهه).  نشأ الاسم من حادثة وقعت في رحلة صيد الدببة في ولاية ميسيسيبي الأمريكية في نوفمبر 1902, حيث تمت دعوة روزفلت إليها من قبل أندرو إتش لونجينو ‏، الحاكم الخامس والثلاثين لولاية ميسيسيبي. وكان هناك العديد من الصيادين الآخرين المتنافسين, وكان معظمهم قد قتل حيوانًا بالفعل. تمكنت مجموعة من مرافقي روزفلت, بقيادة هولت كولير,  من محاصرة دب أسود أمريكي وضربه بالهراوات وربطه إلى شجرة صفصاف بعد مطاردة طويلة ومرهقة بالكلاب. لقد اتصلوا بروزفلت إلى الموقع واقترحوا عليه أن يطلق النار على الدب حتى يقتله, على الرغم من أن كولير أخبر روزفلت ألا يطلق النار على الدب وهو مقيد.  رفض روزفلت إطلاق النار على الدب بنفسه, واعتبر ذلك غير رياضي, لكنه أمر بقتل الدب للتخلص من بؤسه,  وأصبح موضوع رسم كاريكاتوري سياسي بقلم كليفورد بيريمان في صحيفة واشنطن بوست في 16 نوفمبر 1902.    في حين أن الرسم الكاريكاتوري الأولي لدب أسود بالغ مربوط بواسطة مدرب وروزفلت المنزعج كان له دلالات رمزية, إلا أن الإصدارات اللاحقة من ذلك الرسم الكاريكاتوري وغيره من رسوم بيريمان الكاريكاتورية جعلت الدب أصغر حجمًا وأكثر روعة. 
رأى موريس ميتشوم ‏ رسم بيريمان لروزفلت, مما ألهمه لإنشاء دمية دب. ابتكر شبل دب صغيرًا ناعمًا ووضعه في واجهة متجره للحلوى في 404 شارع تومبكينز بمدينة نيويورك مع لافتة كُتب عليها "دب تيدي". حققت الألعاب نجاحًا فوريًا, وأسس ميتشتوم شركة Ideal Novelty and Toy Co. 
وفي وقت سابق بقليل في عام 1902 في ألمانيا, أنتجت شركة شتايف دبًا محشوًا من تصميمات ريتشارد شتايف ‏. عرض شتايف اللعبة في معرض لايبزيج للألعاب في مارس 1903, حيث شاهدها هيرمان بيرج, المشتري لدى شركة جورج بورجفيلدت في نيويورك (وشقيق الملحن ألبان بيرج). وأمر بإرسال 3000 منهم إلى الولايات المتحدة. على الرغم من أن سجلات ستيف تظهر أن الدببة تم إنتاجها, إلا أنه لم يتم تسجيل وصولها إلى الولايات المتحدة, ولا يوجد مثال على هذا النوع, "55 "PB", لم يسبق أن شوهد من قبل, مما أدى إلى قصة مفادها أن الدببة تحطمت سفينتها. ومع ذلك, فإن قصة حطام السفينة محل نزاع - حيث يشير المؤلف غونتر فايفر إلى أنه تم تسجيلها فقط في عام 1953 ويقول إنه من المرجح أن يكون 55 لم يكن PB متينًا بدرجة كافية للبقاء حتى يومنا هذا.  على الرغم من أن ستيف وميشتوم كانا يصنعان الدببة المحشوة في نفس الوقت تقريبًا, إلا أن أياً منهما لم يكن ليعلم بصناعة الآخر بسبب ضعف الاتصالات عبر الأطلسي.
كتب الكاتب الأمريكي سيمور إيتون ‏ سلسلة كتب الأطفال "دببة روزفلت ",  بينما كتب الملحن الأمريكي جون دبليو براتون ‏ مقطوعة موسيقية آلية "نزهة الدببة تيدي ", وهي "مقطوعة موسيقية مميزة من خطوتين", في عام 1907, والتي كتب كلماتها لاحقًا الشاعر الغنائي الأيرلندي جيمي كينيدي في عام 1932.
كانت الدببة المحشوة المبكرة مصنوعة لتبدو مثل الدببة الحقيقية, مع أنوف ممتدة وعيون صغيرة. تميل الدببة الحديثة إلى أن يكون لها عيون وجباه أكبر وأنوف أصغر, وهي سمات تشبه ملامح الأطفال تهدف إلى تعزيز " جاذبية " اللعبة. كما تم تصميم بعض الدببة المحشوة لتمثل أنواعًا مختلفة, مثل الدببة القطبية والدببة البنية, بالإضافة إلى الباندا والكوالا. في حين كانت الدببة المحشوة المبكرة مغطاة بفراء الموهير البني, يتم تصنيع الدببة المحشوة الحديثة من مجموعة واسعة من الأقمشة المتوفرة تجارياً, والأكثر شيوعاً الفراء الصناعي, ولكن أيضاً المخمل، والدنيم، والقطن، والساتان، والقماش.

## معرض صور

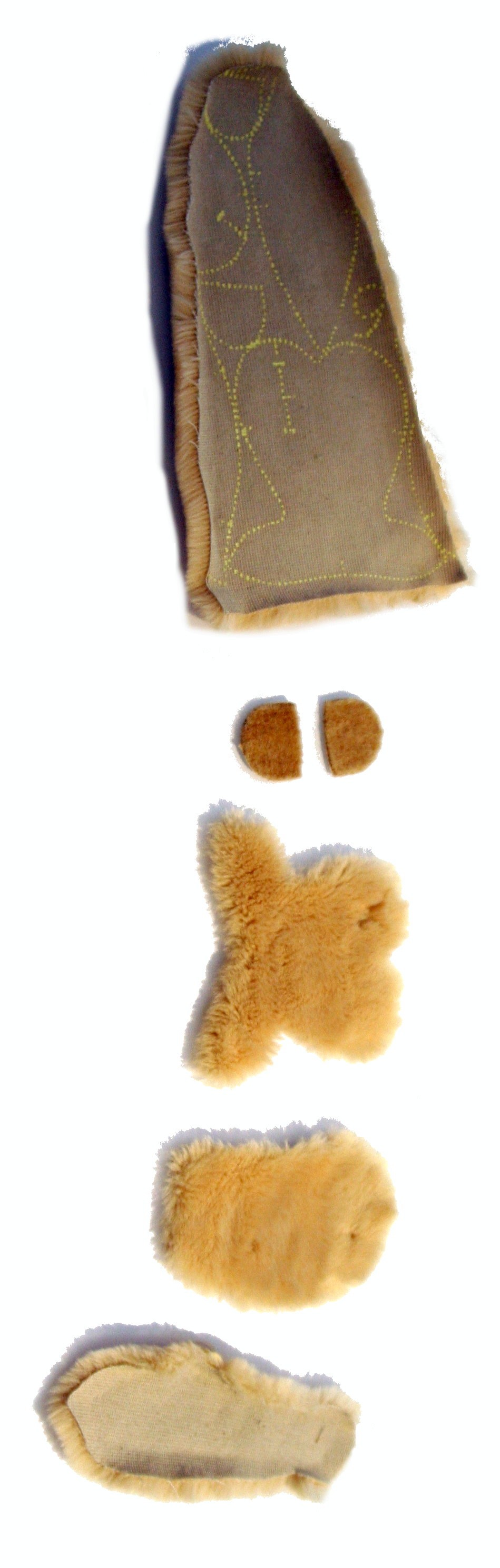
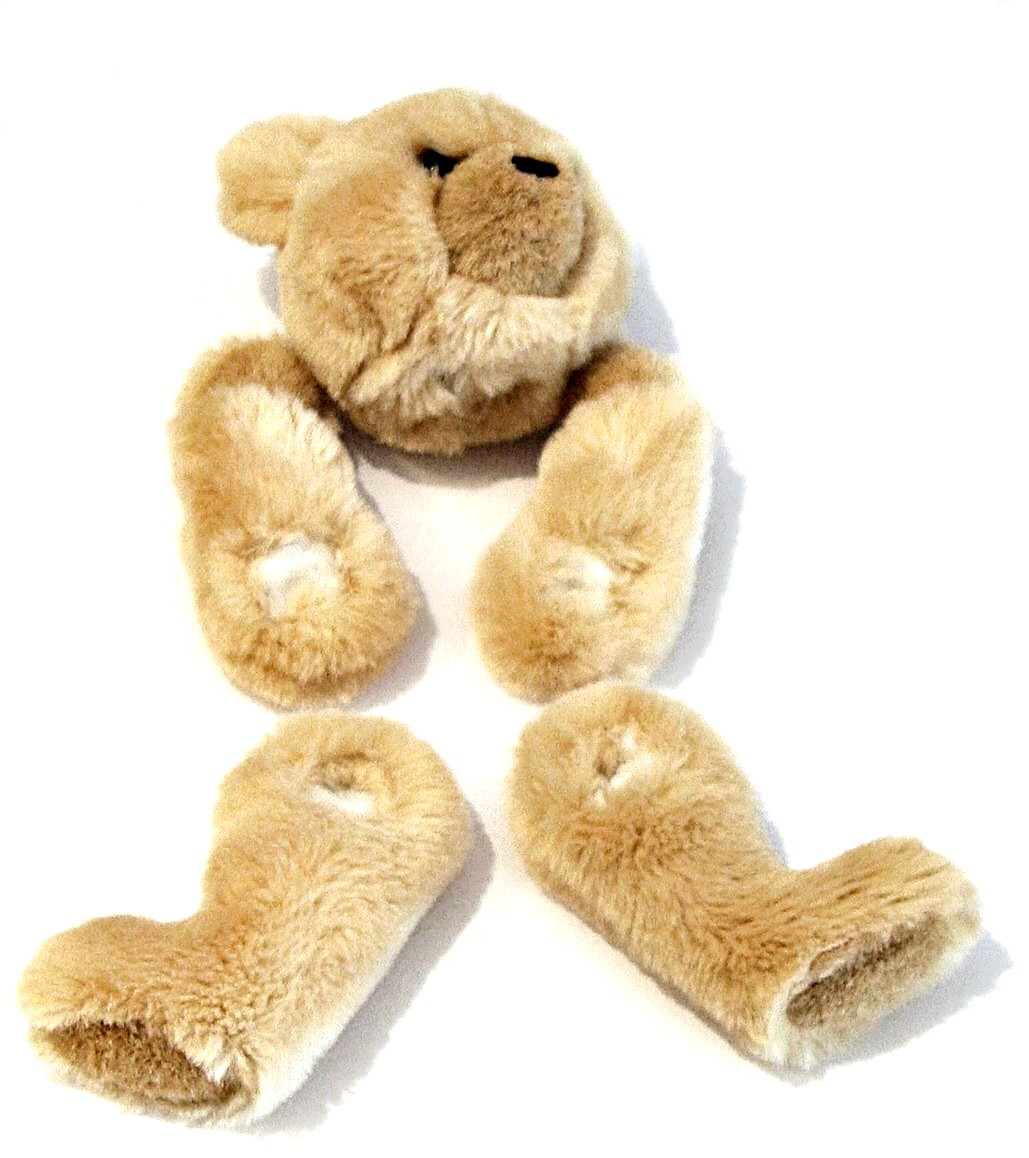
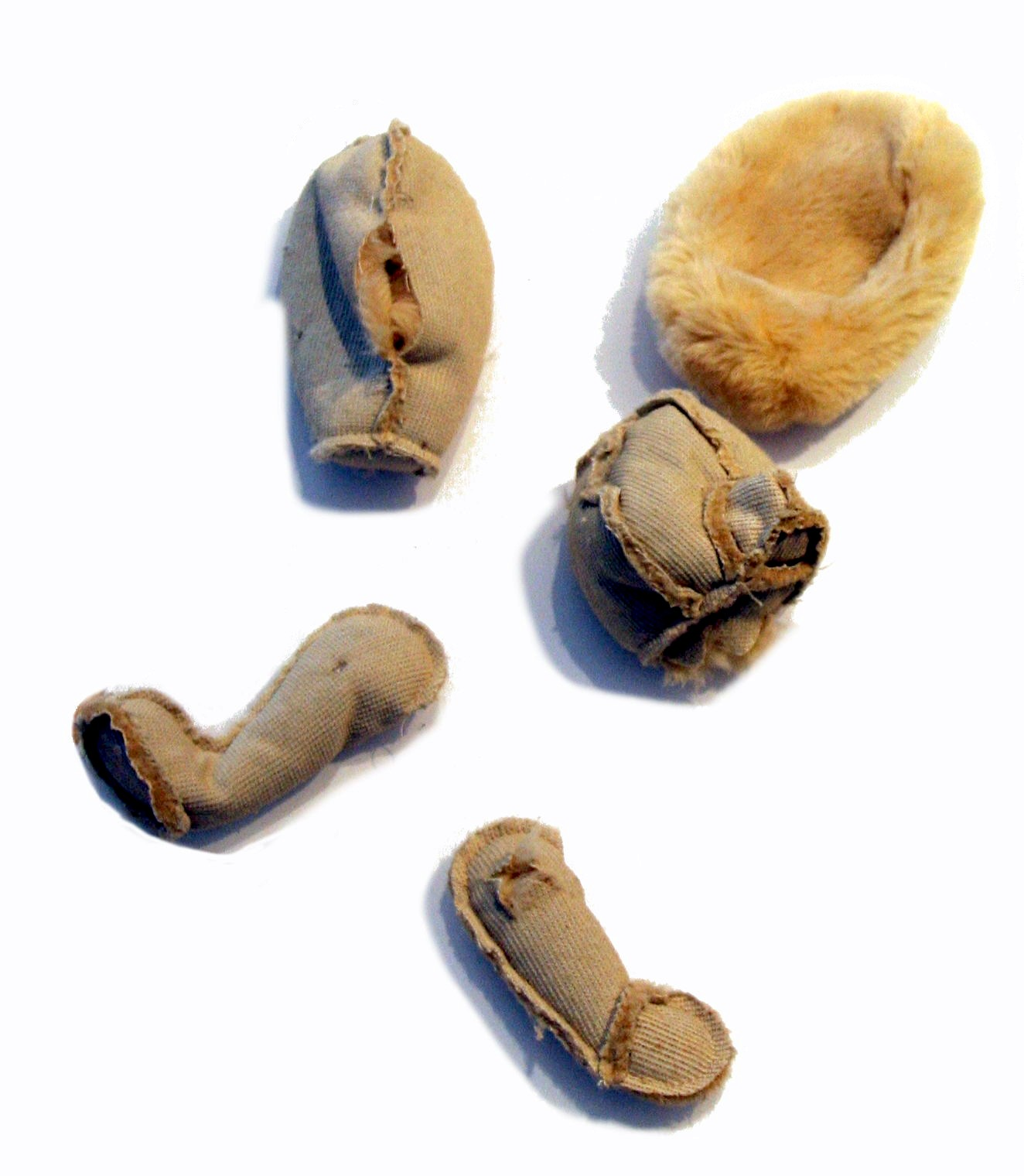
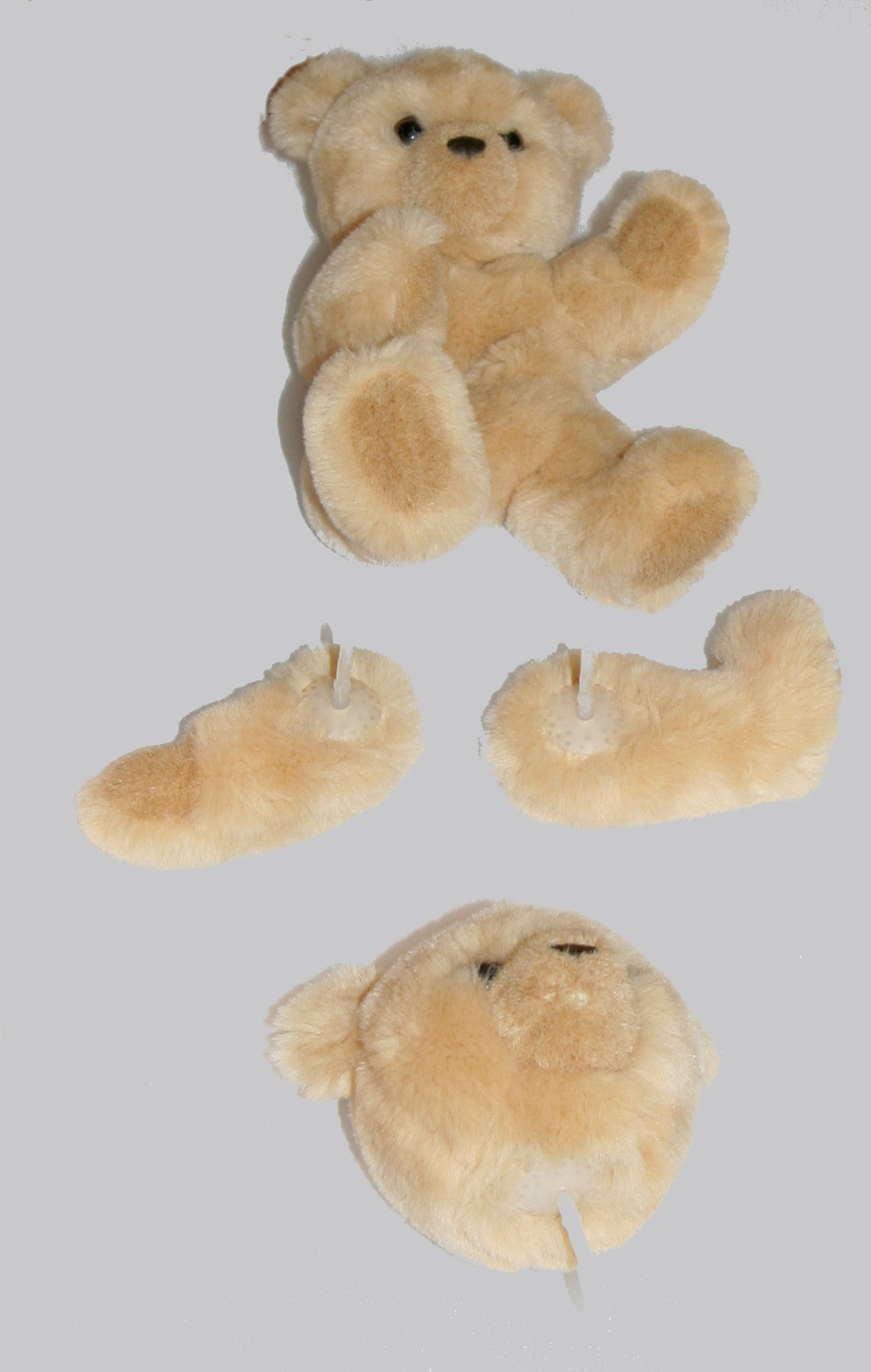